# Gustas Grinbergas
Pas d'image ? Cliquez ici
Gustas Grinbergas, né le 24 mars 2003 à Vilnius en Lituanie, est un pilote de course automobile lituanien qui participe à des épreuves d'endurance au volant de voitures de Sport-prototype dans des championnats tels que l'European Le Mans Series et l'Asian Le Mans Series.
Gustas Grinbergas a remporté le titre de rookie de l'année dans le championnat Asian Le Mans Series durant le championnat 2019-2020.

## Carrière

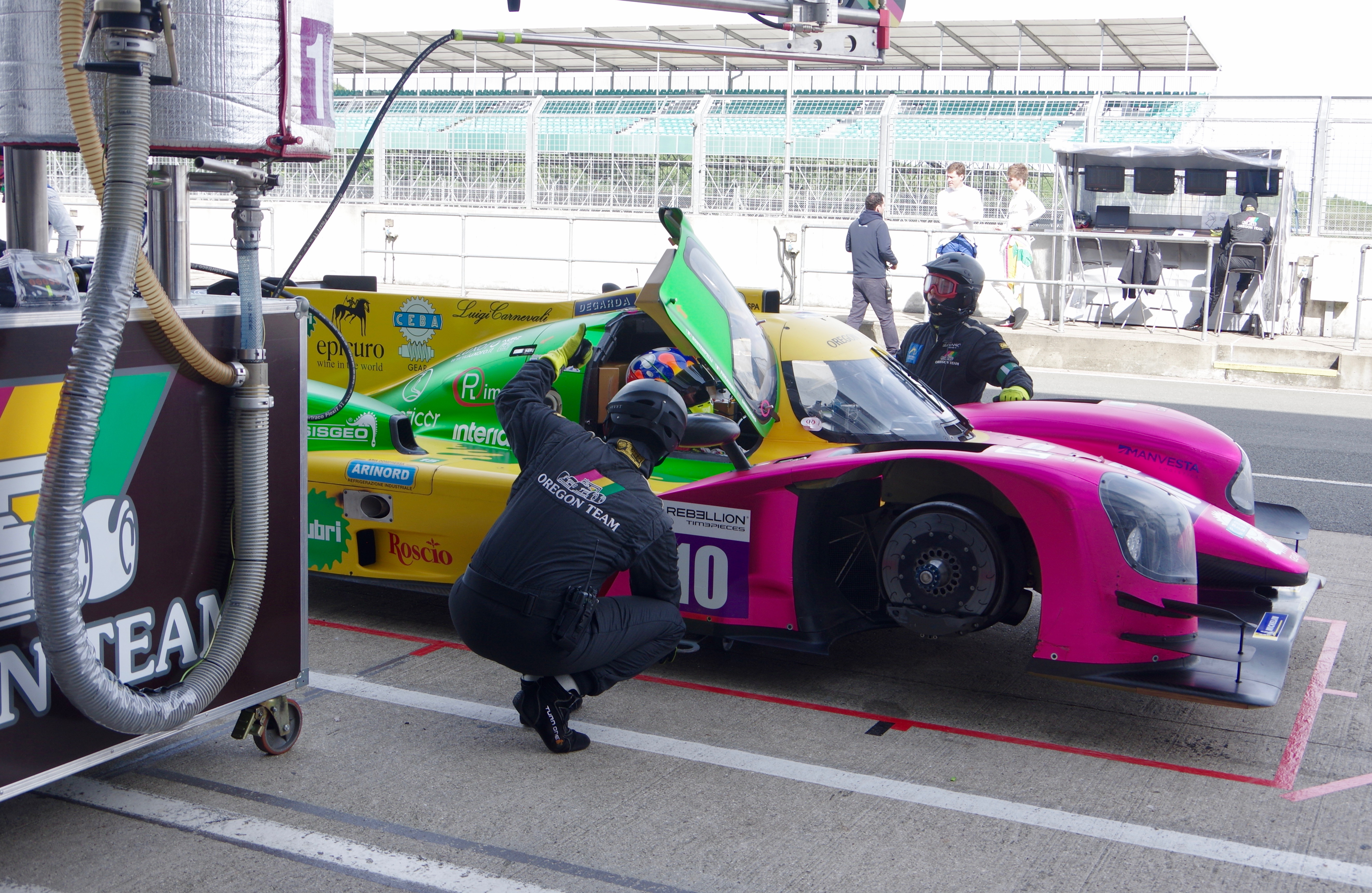
La Norma M30 de l'écurie italienne Oregon Team lors des 4 Heures de Silverstone

En 2019, après plusieurs saisons passées dans des championnats de karting où il a un statut de pilote officiel Birel Art, Gustas Grinbergas s'engage avec l'écurie italienne Oregon Team afin de participer au championnat European Le Mans Series au volant d'une Norma M30 dans la catégorie LMP3. Il a comme coéquipiers les pilotes italiens Damiano Fioravanti et Lorenzo Bontempelli,. La saison commence bien car l'équipage finit au pied du podium lors des 4 Heures du Castellet avec le meilleur temps en course de la catégorie LMP3. Lors des 4 Heures de Monza, l'équipage réalise le meilleur temps de la première séance d'essai, mais la voiture finit la course à une modeste 12e place. À partir de ce moment, la saison est marquée par la malchance avec des soucis et quelques accidents, et Gustas Grinbergas finit le championnat en 12e position avec 20 points. A l'issue de ce championnat, Gustas Grinbergas s'engage avec l'écurie américaine Rick Ware Racing afin de participer au championnat European Le Mans Series aux mains d'une Ligier JS P2 dans la catégorie LMP2 Am à partir de le seconde manche de ce championnat. Il a comme coéquipier le pilote américain Cody Ware (en). Gustas Grinbergas gagne ensuite deux manches de ce championnat, les 4 Heures du Bend et les 4 Heures de Sepang et finit en 2e position lors des 4 Heures de Buriram pour finir 2e du championnat LMP2 Am avec 68 points.
En 2020, Gustas Grinbergas ne trouve pas d'écurie permettant de participer à l'intégralité d'un championnat. C'est ainsi qu'il dispute deux manches du championnat European Le Mans Series au volant d'une Ligier JS P320 dans la catégorie LMP3, Le Castellet 240 pour l'écurie britannique BHK Motorsport et les 4 Heures de Monza pour l'écurie britannique RLR Msport.
En 2021, comme la saison précédente, Gustas Grinbergas ne trouve pas d'écurie permettant de participer à l'intégralité d'un championnat. C'est ainsi qu'il dispute une manche du championnat European Le Mans Series, les 4 Heures du Red Bull Ring, au volant d'une Ligier JS P320 dans la catégorie LMP3 pour l'écurie polonaise Inter Europol Competition afin de remplacer son compatriote Julius Adomavicius, atteint du Covid-19.

## Palmarès

### Résultats enEuropean Le Mans Series
| Année | Écurie                    | Châssis        | Moteur                      | Classe | 1     | 2      | 3      | 4        | 5     | 6        | Position | Points |
| ----- | ------------------------- | -------------- | --------------------------- | ------ | ----- | ------ | ------ | -------- | ----- | -------- | -------- | ------ |
| 2019  | Oregon Team               | Norma M30      | Nissan VK50VE 5,0 l V8 Atmo | LMP3   | LEC 4 | MON 12 | BAR 10 | SIL Abd. | SPA 7 | POR Abd. | 12e      | 20     |
| 2020  | BHK Motorsport            | Ligier JS P320 | Nissan VK56 5,6 l V8 Atmo   | LMP3   | LEC   | SPA    | LEC 10 |          |       |          | 30e      | 3      |
| 2020  | RLR Msport                | Ligier JS P320 | Nissan VK56 5,6 l V8 Atmo   | LMP3   |       |        |        | MON 9    | POR   |          | 30e      | 3      |
| 2021  | Inter Europol Competition | Ligier JS P320 | Nissan VK56 5,6 l V8 Atmo   | LMP3   | BAR   | RBR 5  | LEC    | MON      | SPA   | POR      | 27e      | 10     |

### Résultats enAsian Le Mans Series
| Année     | Ecurie           | Châssis      | Moteur                      | Classe | 1   | 2     | 3     | 4     | Position | Points |
| --------- | ---------------- | ------------ | --------------------------- | ------ | --- | ----- | ----- | ----- | -------- | ------ |
| 2019-2020 | Rick Ware Racing | Ligier JS P2 | Nissan VK45DE 4,5 l V8 Atmo | LMP2   | SHA | BEN 1 | SEP 1 | BUR 2 | 2e       | 68     |